# Deltron 3030
Deltron 3030 är en supergrupp sammansatt av producenten Dan the Automator, rapparen Del tha Funkee Homosapien och DJ Kid Koala. Deras verk inkluderar många andra artister, som samtliga tar olika futuristiska pseudonymer.